# Selección de fútbol de Cantabria
La selección de fútbol de Cantabria es el equipo formado por jugadores la comunidad autónoma de Cantabria que representa a la Real Federación Cántabra de Fútbol. Dado que no es miembro de la FIFA, ni de la UEFA, ni del Comité Olímpico Internacional, la selección absoluta cántabra no puede participar en torneos oficiales, y sólo disputa partidos amistosos a nivel internacional. No obstante, en categorías inferiores participa en las competiciones oficiales que organiza la Real Federación Española de Fútbol, y desde 1999 la selección de Cantabria amateur disputa la Copa de las Regiones de la UEFA.

## Historia

### Los inicios, las federaciones Norte y Cantábrica
A principios del siglo XX, los jugadores de Cantabria disputaban los encuentros entre regiones españolas en el combinado creado en 1915 bajo el nombre de «Selección Norte», que incluía también a jugadores del País Vasco. Su primer partido fue el 3 de enero de 1915 cuando vencieron a Cataluña por 6-1 en Bilbao. El 7 febrero volvieron a jugar pero en Barcelona, esta vez empataron 2-2. El 13 de mayo de 1915 esta selección se proclamó campeona de la Copa del Príncipe de Asturias venciendo en Madrid por 1-0 a la  selección catalana y empatando a uno con la selección Centro.
En mayo de 1916, la «Selección Norte» se enfrentó a Cataluña en Barcelona, venciendo por 1-3 en la primera y empatando en la segunda 0-0. En junio de ese mismo año el combinado vasco-cántabro vencía de nuevo a Cataluña en Bilbao por 5-0.
El 22 de noviembre de 1916, la Federación Española de Clubs de Foot-ball dispuso que los clubes cántabros causaran baja en la Federación Norte y se integraran en la Federación Regional Cantábrica de clubs de Foot-ball, junto a los clubes de la provincia de Oviedo que la conformaban previamente.
En ese período el combinado astur-cántabro de la Selección Cantábrica disputó la final triangular de la Copa del Príncipe de Asturias contra Cataluña y Centro. 
En 1918 los clubes cántabros regresaron a la Federación Norte, en esta ocasión junto a clubes vizcaínos tras el abandono de la misma por los guipuzcoanos. Finalmente, en 1922 se crearon de forma definitiva equipos separados para cántabros y vascos, al no aceptar estos primeros el cambio de nombre de la Federación Norte por Federación Vizcaína.

### La Federación Cántabra

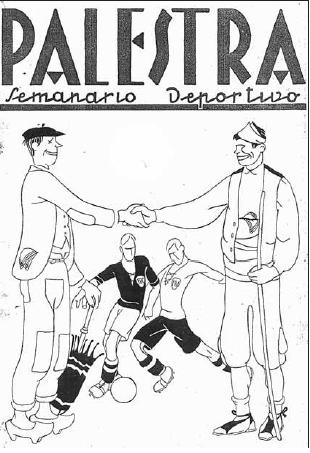
Portada del semanario deportivo La Palestra con motivo del partido amistoso entre las selecciones de fútbol de Cantabria y Aragón disputado el 9 de marzo de 1924 en Santander.

La actual Federación Cántabra de Fútbol fue creada, en el año 1922 cuando la Federación Norte pasa a llamarse Federación Vizcaína, bajo cuyo nombre se niegan a continuar los equipos cántabros que solicitan crear su propia organización federativa.
El 22 de octubre de 1922 un Comité provisional creado al efecto aprobó el Reglamento y al día siguiente se eligió el primer Comité de la Federación Cántabra de Fútbol. Así, se pone en marcha el I Campeonato Regional Cántabro con 28 clubes y 670 jugadores que empiezan a jugar el 12 de noviembre de 1922.
En un principio, se hablaba de constituir la Federación Regional Montañesa, tal y cómo se observa en la sección deportiva de los principales periódicos santanderinos de la época, imitando el nombre de la Federación Atlética Montañesa (F. A. M.). Sin embargo, muchos consideraban que el apelativo Montañesa era genérico e indeterminado por ser aplicable a cualquier territorio montañoso, por lo que argumentaban que lo adecuado era llamarla Cántabra, por ser Cantabria el nombre propio del territorio provincial. El Diario Montañés lanzó la pregunta «¿Cómo debe denominarse nuestra Federación?», y varias fueron las cartas enviadas al rotativo para pronunciarse sobre el tema. Se optó finalmente por el nombre de Federación Regional de Cantabria o Federación Cántabra de Fútbol, constituyéndose oficialmente el día 8 de abril de 1923. Las diversas federaciones deportivas (hockey, baloncesto, ciclismo, etc.)  constituidas posteriormente emplearon el nombre de Federación Cántabra.
El primer partido de la Selección cántabra de fútbol bajo el abrigo de la Federación, tiene lugar dos años después, el 9 de marzo de 1924, contra la selección de fútbol de Aragón en los antiguos Campos de Sport del Sardinero. El equipo vistió los colores de la entonces bandera marítima de la flota cántabra, camiseta roja, con el escudo formado por las letras F.R.C. (Federación Regional Cántabra) y pantalón blanco. El equipo estuvo formado por: Santiuste, Naveda, Montoya, Otero, Balaguer, Ortiz, Óscar, Barbosa y Gacituaga, por el Racing, y el guardameta Sainz y el extremo vasco Pagaza por el club decano de Cantabria, la Gimnástica de Torrelavega.
El resultado fue de 3-0 a favor de los cántabros y marcaron Ortiz, Óscar y Gacituaga. Con motivo del encuentro, el diario El Pueblo Cántabro organizó apuestas en torno a la alineación de la selección, el resultado y los goles con el premio de ver el partido de vuelta en Zaragoza. Así, tras el éxito de la idea y la afición creada surgiría años después el juego de la quiniela.
Las revanchas con la Selección de Aragón serían finalmente dos, con sendas derrotas de los cántabros en Zaragoza.
Al año siguiente, 1925, se jugó contra Asturias dos partidos también, en Santander y Gijón.
En 1936 la Selección Cántabra volvió a juntarse, jugando varios partidos. El diario ABC de la época recoge el 5 de septiembre cómo «En Santander se han jugado unos partidos de fútbol a beneficio de Socorro Rojo Internacional. Contendieron el Racing de Santander local y el Athletic Club, y antes de este encuentro, el Tolosa se enfrentó con una Selección de Cantabria», acompañado la noticia con una foto de los jugadores saludando con el puño levantado.
El 29 de noviembre de 1936 la Selección Cántabra se enfrentó a la Selección Vasca en El Sardinero con resultado de 3-2 a favor de los locales.

### Resurgir internacional
A finales de los años 1990 la Federación Cántabra de Fútbol se planteó recuperar su selección, que estaba inactiva desde la guerra civil española. Se optó por imitar la fórmula que ya funcionaba con éxito en otras autonomías, con la celebración de un partido internacional amistoso aprovechando el parón navideño de las competiciones oficiales.
De este modo, el 23 de diciembre de 1997, en El Sardinero, la selección de Cantabria jugó el primer partido internacional de su historia ante Letonia. Dirigidos por Paco Gento, los cántabros se impusieron por 3-0, con dos goles de Iñaki y uno de Munitis.
Tres años después, el 22 de diciembre de 2000, Cantabria jugó ante Estonia su segundo partido internacional. En esta ocasión, el combinado de Gento, con la bajas por lesión de varios de sus futbolistas más destacados (Iván de la Peña, Pedro Munitis y el guardameta José María Ceballos) sufrió una derrota por la mínima.
El tercer encuentro internacional de Cantabria debía disputarse ante Macedonia en las Navidades de 2003. Sin embargo, pocos días antes, la Federación Cántabra de Fútbol anunció la suspensión del partido amparada en el bajo ritmo de venta de entradas.

## Cuadro de partidos y resultados
Selección Norte
| Fecha                | Lugar     | Equipo local | Oponente | Resultado | Competición                   |
| -------------------- | --------- | ------------ | -------- | --------- | ----------------------------- |
| 3 de enero de 1915   | Bilbao    | Norte        | Cataluña | 6:1       |                               |
| 7 de febrero de 1915 | Barcelona | Cataluña     | Norte    | 2:2       |                               |
| 13 de mayo de 1915   | Madrid    | Norte        | Cataluña | 1:0       | Copa del Príncipe de Asturias |
| 14 de mayo de 1915   | Madrid    | Centro       | Norte    | 1:1       | Copa del Príncipe de Asturias |
| 21 de mayo de 1916   | Barcelona | Cataluña     | Norte    | 1:3       |                               |
| 22 de mayo de 1916   | Barcelona | Cataluña     | Norte    | 0:0       |                               |
| 4 de junio de 1916   | Bilbao    | Norte        | Cataluña | 5:0       |                               |

Selección Cantábrica
| Fecha               | Lugar  | Equipo local | Oponente   | Resultado | Competición                   |
| ------------------- | ------ | ------------ | ---------- | --------- | ----------------------------- |
| 10 de mayo de 1917  | Madrid | Cataluña     | Cantábrico | 1:0       | Copa del Príncipe de Asturias |
| 11 de mayo de 1917  | Madrid | Centro       | Cantábrico | 3:2       | Copa del Príncipe de Asturias |
| 20 de enero de 1918 | Madrid | Centro       | Cantábrico | 3:2       | Copa del Príncipe de Asturias |
| 23 de enero de 1918 | Madrid | Centro       | Cantábrico | 3:1       | Copa del Príncipe de Asturias |

Selección Cántabra
| Fecha                   | Lugar     | Equipo local | Oponente   | Resultado | Competición |
| ----------------------- | --------- | ------------ | ---------- | --------- | ----------- |
| 9 de marzo de 1924      | Santander | Cantabria    | Aragón     | 3:0       | Amistoso    |
| 20 de abril de 1924     | Zaragoza  | Aragón       | Cantabria  | 2:0       | Amistoso    |
| 21 de abril de 1924     | Zaragoza  | Aragón       | Cantabria  | 2:1       | Amistoso    |
| 3 de mayo de 1925       | Santander | Cantabria    | Asturias   | 3:3       | Amistoso    |
| 21 de junio de 1925     | Gijón     | Asturias     | Cantabria  | 0:1       | Amistoso    |
| 30 de agosto de 1936    | Santander | Cantabria    | Tolosa     | 0-3       | Amistoso    |
| 29 de noviembre de 1936 | Santander | Cantabria    | País Vasco | 3:2       | Amistoso    |
| 22 de diciembre de 1998 | Santander | Cantabria    | Letonia    | 3:0       | Amistoso    |
| 23 de diciembre de 2000 | Santander | Cantabria    | Estonia    | 0:1       | Amistoso    |

## Jugadores de la etapa internacional
| Nombre          | Posición       | Veces | Goles | Años      | Último club | Lugar y fecha de nacimiento                 |
| --------------- | -------------- | ----- | ----- | --------- | ----------- | ------------------------------------------- |
| Borja           | Portero        | 1     | (0)   | 2000      | Racing      | Santander, 24 de diciembre de 1977          |
| Ceballos        | Portero        | 1     | (0)   | 1997      | Racing      | Pámanes, 7 de septiembre de 1968            |
| Dorronsoro      | Portero        | 1     | (1)   | 2000      | Oviedo      | Torrelavega, 12 de mayo de 1977             |
| Echevarría      | Portero        | 1     | (0)   | 1997      | Numancia    | Torrelavega, 17 de noviembre de 1966        |
| Iñaki           | Defensa        | 2     | 2     | 1997-2000 | Burgos      | Laredo, 8 de octubre de 1974                |
| Iván Helguera   | Defensa        | 2     | 0     | 1997-2000 | Valencia    | Santander, 28 de marzo de 1975              |
| Neru            | Defensa        | 1     | 0     | 2000      | Racing      | Laredo, 20 de enero de 1974                 |
| Orlando         | Defensa        | 1     | 0     | 2000      | Hércules    | Laredo, 18 de marzo de 1976                 |
| Pablo Casar     | Defensa        | 1     | 0     | 2000      | Racing      | Cabezón de la Sal, 17 de septiembre de 1978 |
| Pablo Díaz      | Defensa        | 1     | 0     | 1997      | Sporting    | Buenos Aires, 5 de agosto de 1971           |
| Tocornal        | Defensa        | 1     | 0     | 1997      | Badajoz     | Laredo, 20 de junio de 1961                 |
| Amavisca        | Centrocampista | 1     | 0     | 2000      | Deportivo   | Laredo, 19 de junio de 1971                 |
| Iván de la Peña | Centrocampista | 1     | 0     | 1997      | Barcelona   | Santander, 6 de mayo de 1976                |
| Vicente Engonga | Centrocampista | 1     | 0     | 1997      | Mallorca    | Barcelona, 20 de octubre de 1965            |
| Álvaro Cervera  | Delantero      | 1     | 0     | 1997      | Mallorca    | Fernando Poo, 20 de septiembre de 1965      |
| Chili           | Delantero      | 2     | 0     | 1997-2000 | Gimnástica  | París, 8 de mayo de 1968                    |
| Munitis         | Delantero      | 1     | 1     | 1997      | Racing      | Santander, 19 de junio de 1975              |
| Nacho Rodríguez | Delantero      | 1     | 0     | 2000      | Racing      | Laredo, 6 de noviembre de 1982              |
| _               | _              | _     | _     | _         | _           |                                             |
| Paco Gento      | Entrenador     | 2     |       | 1997-2000 |             | Guarnizo, 21 de octubre de 1933             |